# Godkowo (gromada)
Godkowo – dawna gromada, czyli najmniejsza jednostka podziału terytorialnego Polskiej Rzeczypospolitej Ludowej w latach 1954–1972.
Gromady, z gromadzkimi radami narodowymi (GRN) jako organami władzy najniższego stopnia na wsi, funkcjonowały od reformy reorganizującej administrację wiejską przeprowadzonej jesienią 1954 do momentu ich zniesienia z dniem 1 stycznia 1973, tym samym wypierając organizację gminną w latach 1954–1972.
Gromadę Godkowo z siedzibą GRN w Godkowie utworzono – jako jedną z 8759 gromad na obszarze Polski – w powiecie pasłęckim w woj. olsztyńskim na mocy uchwały nr 23 WRN w Olsztynie z dnia 4 października 1954. W skład jednostki weszły obszary dotychczasowych gromad Godkowo i Szymbory oraz miejscowość Swędkowo z dotychczasowej gromady Piskajmy ze zniesionej gminy Dobry, a także obszary dotychczasowych gromad Nawty i Skowrony ze zniesionej gminy Rogajny, w tymże powiecie. Dla gromady ustalono 12 członków gromadzkiej rady narodowej.
1 stycznia 1958 do gromady Godkowo włączono obszar zniesionej gromady Ząbrowiec w tymże powiecie.
1 stycznia 1960 do gromady Godkowo włączono wieś Osiek i przysiółek Szerokie Łany ze zniesionej gromady Osiek w tymże powiecie.
31 grudnia 1961 do gromady Godkowo włączono wsie Bielica, Burdajny, Plajny, Miłosna i Karwity, osady Cieszyniec i Stojpy oraz PGR Warnikajmy ze zniesionej gromady Bielica w tymże powiecie.
1 stycznia 1969 z gromady Godkowo wyłączono: a) część obszaru lasów państwowych Nadleśnictwa Markowo (2 ha), włączając ją do gromady Królewo; b) część obszaru lasów państwowych Nadleśnictwa Markowo (15 ha), włączając ją do gromady Morąg – w powiecie morąskim w tymże województwie; do gromady Godkowo włączono natomiast część obszaru lasów państwowych Nadleśnictwa Markowo (16 ha) z gromady Królewo oraz część obszaru lasów państwowych Nadleśnictwa Markowo (3 ha) z gromady Morąg – w powiecie morąskim.
22 grudnia 1971 do gromady Godkowo włączono miejscowości Broniewo, Dąbkowo, Dobry, Krykajny, Kwitajny Małe, Kwitajny Wielkie, Łępno, Niekwitajny, Olkowo, Piskajmy, Podągi i Wikrowo Nowe ze zniesionej gromady Dobry w tymże powiecie.
Gromada przetrwała do końca 1972 roku, czyli do kolejnej reformy gminnej. 1 stycznia 1973 w powiecie pasłęckim utworzono gminę Godkowo (od 1999 gmina znajduje się w powiecie elbląskim).